# Vicente Álvarez Martín
 Vicente Álvarez Martín , fue un político español, procurador a Cortes durante el período franquista.

## Biografía
Militante falangista madrileño, reductor obrero de la fábrica de cervezas Mahou. Fue procurador en las Cortes franquistas durante la I Legislatura (1943-1946), perteneciente al tercio sindical —por los obreros del Sindicato Nacional de la Vid, Cervezas y Bebidas—.